# ایستگاه متروی شپردز بوش مارکت
ایستگاه متروی شپردز بوش مارکت (انگلیسی: Shepherd's Bush Market tube station) یکی از ایستگاه‌های خط همرسمیت و سیتی و خط سیرکل متروی لندن است.
این ایستگاه که در شپردز بوش قرار دارد در سال ۱۸۶۴ میلادی تأسیس شده است.